# Engis
Engis (valonă Indji) este o comună francofonă din regiunea Valonia din Belgia. Comuna este formată din localitățile Engis, Clermont-sous-Huy și Hermalle-sous-Huy. Suprafața totală a comunei este de 27,74 km². La 1 ianuarie 2008 comuna avea o populație totală de 5.769 locuitori. 

## Localități înfrățite
- Franța: Ribécourt-Dreslincourt .